# Горец многоветвистый
Горец многоветвистый (лат. Polygonum ramosissimum) — вид травянистых растений рода Спорыш (Polygonum) семейства Гречишные (Polygonaceae), распространённый в Северной Америке и обитающий на песчаных берегах, засоленных почвах.

## Ботаническое описание
Однолетнее гетерофильное растение до 30—60 см высотой. Главный побег обычно прямостоячий, жёсткий, сильно ветвистый с довольно длинными, косо вверх направленными боковыми побегами. Листья на боковых побегах в верхней части превышают цветки. Листовые пластинки жёлто-зелёные, на черешках 0,3—0,6 см длиной, ланцетные, эллиптические, 0,8—3,0 см длиной и 0,4—1,0 см шириной, на верхушке острые или коротко заострённые, в основании оттянутые, по краю плоские, снизу с хорошо заметными боковыми жилками. Раструбы с 6—10 жилками, в нижней части буроватые, в верхней серебристые, расщепляющиеся.
Цветки в парциальных соцветиях по 2—5 расположены в пазухах обычных и немного уменьшенных листьев, сближены на верхушке побегов. Цветоножка превышает околоцветник. Околоцветник при плоде 2,6—3,0 мм длиной, с желтоватыми, беловатыми, редко розовыми по краям долями и слабыми или сильными жилками, надрезан немного больше, чем наполовину своей длины. Плод 2,5—2,8 (3,0) мм длиной, тёмно-бурый, блестящий, мелкобугорчатый, трёхгранный, с гранями почти одинаковой ширины, заключён в околоцветник или немного выдаётся из него.

## Подвиды
- Polygonum ramosissimum subsp. ramosissimum — гетерофильное, обычно жёлто-зелёное в свежем и сухом состоянии растение, листовые пластинки на верхушке острые или заострённые, цветоножки 2,5—6 мм длиной.
- Polygonum ramosissimum subsp. prolificum (Small) Costea & Tardif (2003) — гомофильное, обычно голубовато(бледно)-зелёное в свежем и бурое в сухом состоянии растение, листовые пластинки на верхушке округлые или притуплённые, цветоножки 1—2 мм длиной.